# Übelkeit
Übelkeit oder Nausea (lateinisch nausea, spätgriechisch-nachklassisch ναυτία nautía und poetisch ναυσίη nausíē, deutsch ‚Seekrankheit‘, zu altgriechisch ναῦς naus, deutsch ‚Schiff‘) ist eine Befindlichkeitsstörung, die auch als „flaues“ Gefühl in der Magengegend und Brechreiz bezeichnet wird. Sie kann aber auch als nicht lokalisierbares Gemeingefühl (Zönästhesie) auftreten oder als Kombination von beidem, d. h. als Gefühl in der Magengegend und als Gemeingefühl (allgemeine Übelkeit). Sie kann physiologisch als Schutzfunktion nach Aufnahme von Schadstoffen oder als Symptom einer Krankheit vorkommen. Manchmal verschwindet die Übelkeit nach Erbrechen.

## Ursachen
Als Ursache der Übelkeit kommen neben Vergiftungen und Aufnahme verdorbener Nahrungsmittel eine Vielzahl psychischer Störungen, Krankheiten, u. a. des Magen-Darm-Traktes, des Gehirns, des Herzens, der Nieren, der Leber und der Bauchspeicheldrüse, sowie Schädel-Hirn-Verletzungen in Frage. Außerdem kann Nausea als Symptom eines Mastzellaktivierungssyndroms auftreten. Auch starke Schmerzen, eine Schwangerschaft, Schwindel, ungewohnte Reize des Gleichgewichtsorgans – z. B. während einer Seereise – sowie psychische Einflüsse wie Angst, Ekel oder Erregung können Übelkeit auslösen. Ebenso können narkose- oder operationsbedingt Übelkeit und Erbrechen auftreten (postoperative Übelkeit und Erbrechen). Sie ist zudem eine häufige Nebenwirkung verschiedener Medikamente, insbesondere von Zytostatika zur Behandlung von Tumorerkrankungen (Chemotherapy-induced nausea and vomiting; CINV) und zu Beginn einer Opioid-Therapie, aber auch nach Strahlentherapie (Radiotherapy-induced nausea and vomiting; RINV). Außerdem kann abruptes Absetzen diverser Medikamente (z. B. Antidepressiva wie z. B. Citalopram) Nausea als eines der vorübergehenden Entzugssymptome hervorrufen. Ein Brechreiz kann auch durch Irritationen im Kopf-Hals-Bereich ausgelöst werden.

## Pathophysiologie
An der Entstehung von Übelkeit können sowohl das zentrale als auch das vegetative Nervensystem beteiligt sein. Das Brechzentrum liegt in der Formatio reticularis im verlängerten Mark (Medulla oblongata).

## Kinetosen (Reisekrankheit)
Übelkeit und Erbrechen können im Rahmen von Kinetosen auftreten. Das sind Bewegungskrankheiten wie Seekrankheit, Unwohlsein bei Autofahrten, Fahrstuhlfahrten oder Flugreisen. Dabei sind Mitreisende mehr betroffen als der Fahrer. Wirksamste Auslöser sind rhythmische Bewegungen ohne Horizontsicht 12–24 Mal pro Minute. Kinetosen beginnen häufig mit Müdigkeit, Gähnen und Unkonzentriertheit. Dann treten neben Übelkeit auch Kaltschweißigkeit, Blässe und Speichelfluss auf. Wirksame Medikamente sind Scopolamin oder H1-Antihistaminika (Diphenhydramin oder Cinnarizin).

## Psychogenese
Als nicht lokalisierbare Befindlichkeitsstörung stellt Nausea oft eine vegetative Erschöpfungsreaktion dar, die als Scheitern der Aktivitätsstadien (Alarmreaktion und Widerstandstadium) innerhalb des allgemeinen Anpassungssyndroms aufgefasst werden kann. Nausea als Abweisung von Hungergefühlen kann als Stimmung angesehen werden, in der einem der Appetit vergeht. Umgangssprachlich wird diese Stimmung als „zum Kotzen“ beschrieben.
In der Pädiatrie stellt Nausea häufig eine Störung der Internalisierung im Verhältnis zur Mutter bzw. zur Pflegeperson dar. Identifikation geht sowohl mit Internalisierungen als auch mit Externalisierungen einher; Nausea ist in diesem Fall eher als Externalisierungsvorgang zu verstehen.

## Therapie (Antiemese)
Eine Behandlung der Grunderkrankung sowie das Unterlassen oder Entfernen des Übelkeitsreizes sowie eine ruhige Umgebung sind sinnvoll. Medikamente, bei denen Übelkeit als unerwünschte Wirkung eintritt, sollten auf ihre Notwendigkeit hin überprüft werden. Bei manchen Ursachen, wie zum Beispiel Tumoren, Infektionen, Entzündungen, sind gegebenenfalls pharmakologische oder operative Eingriffe notwendig.
Eine symptomatische Therapie ist in vielen Fällen ausreichend, z. B. durch Einnahme von Antiemetika und Antihistaminika oder pflanzliche Mittel (Ingwer, Fenchel, aber auch Cannabis). Letzteres wird beispielsweise in der Palliativmedizin angewendet, wie auch – in geringer Dosierung im Off-Label-Use – bestimmte Neuroleptika wie Haloperidol. Bei Übelkeit im Zusammenhang mit Chemotherapie wird häufig der Serotonin-Hemmer Ondansetron eingesetzt. Zu den bei durch Opioide bedingter Übelkeit wirksamen Arzneimittel gehören Metoclopramid, Haloperidol, Droperidol, Dimenhydrinat und Tropisetron. Bei Übelkeit durch Stau der Nahrung im Magen (Gastrostase) werden als Prokinetika Metoclopramid, Alizaprid (Handelsname Vergentan), Domperidon und Erythromycin eingesetzt, bei Verschluss des Magen-Darm-Traktes (gastrointestinaler Obstruktion) Dimenhydrinat oder/und Haloperidol. Eine antiemetische Wirkung auf das zentrale Nervensystem haben auch Corticosteroide (etwa Dexamethason) allein oder in Kombination mit Dimenhydrinat oder/und Levopromazin. Auch Benzodiazepine (zum Beispiel Lorazepam), Cannabinoide und NK1-Rezeptorantagonisten (Aprepitant) sind gegen Übelkeit anwendbare Substanzen.
Bei psychogener Ursache kann eine Psychotherapie hilfreich sein.